# Сврчинско језеро
Сврчинско (Косовско) језеро је било вештачко језеро на Косову, створено у доба Немањића, који су у његовој непосредној близини имали своје дворце: Штимље, Пауни, Неродимље и на острву у језеру, Сврчин. Налазило се у равници, северно од данашњег Урошевца, а настало је преграђивањем корита Неродимке, чији је један део преусмерен ка Ситници.

## Настанак језера
Према подацима из Грачаничке повеље краља Милутина (1282—1321), издате 1321. године, зна се да је језеро настало вештачким путем, према унапред направљеном плану. Прокопан је канал који је повезао ток Неродимке, код њеног окрета ка југу и Лепенцу, са једним од извора Ситнице (речицом Сазлијом). На тај начин је део њене воде преусмерен ка северу, чиме је настала бифуркација Неродимке и формиран је водоток полукружног облика, који се пружао од данашњег Урошевца до настанка Ситнице. На њега су се са запада надовезивале још две речице од којих настаје Ситница, Штимљанка и Кошарка, око којих се пружала мочварна област која је на југу допирала до Неродимке. Тако је настао прстенасти појас воде, назван Сврчинско језеро, са делом копна у свом средишту, које је обухватало данашња села Лашкобара, Прелез, Папаз, Хамидија, Бабуш и Сврчина.

## Улога језера
Сврчинско језеро је имало двоструку улогу у средњовековној Србији:
- војну
- економску

а око његу су били смештени дворци Немањића:Пауни и Штимље на обалама језера, Сврчин на острву у његовом средишту и Неродимље, западно од језера, на Неродимци.
Прокопавањем канала, дворац Сврчин је заштићен воденим шанцем који је онемогућавао лак приступ краљевој резиденцији. Са друге стране, вода у њему је искоришћена за прављење рибњака и покретање воденица. Забележено је да су се рибњаци и воденице Липљанског епископа пружали дуж језера, од настанка Ситнице до изворишта Неродимке, а почетком Отоманске владавине, у попису области Бранковића 1455. године, помиње се обавеза села Хоравица (данашња Раховица) и Тулановце (данашњи Талиновац) да плаћају по 50 акчи годишње, за коришћење језера.